# جهانی شدن سیاسی

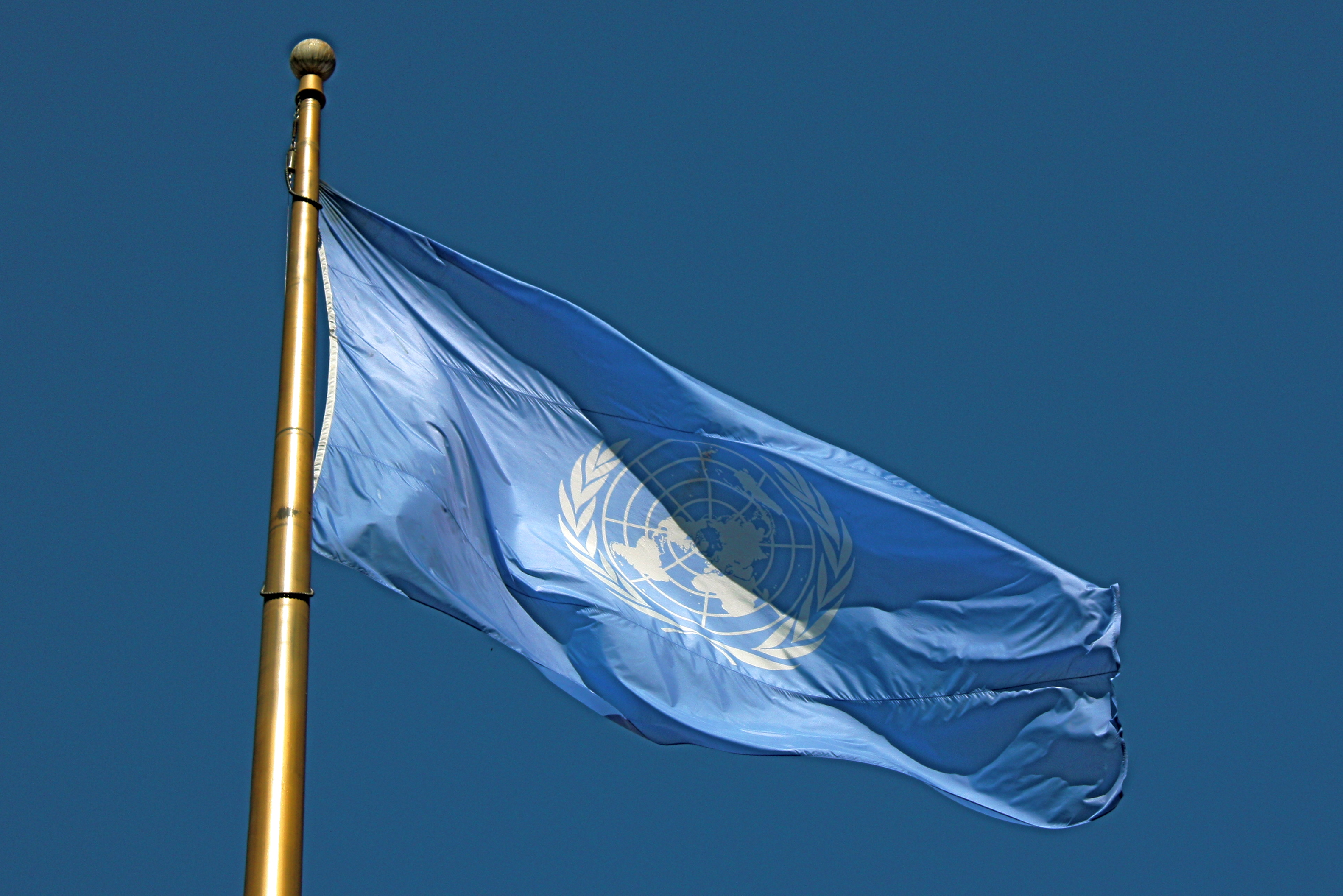
پرچم سازمان ملل متحد. سازمان ملل متحد یکی از سازمان‌های کلیدی در روند جهانی شدن سیاسی است

جهانی شدن سیاسی (به انگلیسی:Political globalization) رشد نظام سیاسی جهانی هم از نظر اندازه و هم از نظر پیچیدگی است. این سامانه شامل دولت‌های ملی، سازمان‌های دولتی و بین دولتی آنها و همچنین عناصر مستقل از دولت جامعه مدنی جهانی مانند سازمان‌های بین‌المللی غیردولتی مردم‌نهاد و سازمان‌های جنبش‌های اجتماعی است. یکی از جنبه‌های کلیدی جهانی شدن سیاسی، کاهش اهمیت دولت-ملت و ظهور بازیگران دیگر در صحنه سیاسی می‌باشد. تاریخچه ایجاد و وجود سازمان ملل متحد یکی از نمونه‌های کلاسیک جهانی شدن سیاسی نامیده می‌شود.
جهانی شدن سیاسی یکی از سه بعد اصلی جهانی شدن همراه با دو بعد دیگر جهانی شدن اقتصادی و جهانی شدن فرهنگی در ادبیات دانشگاهی می‌باشد.